# زيهلو
زيلو (بالألمانية: Seelow) هي بلدة ألمانية تقع في ألمانيا في براندنبورغ. يقدر عدد سكانها بـ 5,736 نسمة .

## المدن التوأمة
مدينة ميرس هي مدينة توأمة لـزيلو.